# Kalașnîkî, Kozelșciîna
Kalașnîkî (în ucraineană Калашники) este un sat în comuna Pașkivka din raionul Kozelșciîna, regiunea Poltava, Ucraina.

## Demografie
Componența lingvistică a localității Kalașnîkî
     Ucraineană (93,1%)
     Rusă (6,9%)
Conform recensământului din 2001, majoritatea populației localității Kalașnîkî era vorbitoare de ucraineană (93,1%), existând în minoritate și vorbitori de rusă (6,9%).